# Mama Cax
Cacsmy Brutus, conocida como Mama Cax, (Nueva York, 20 de noviembre de 1989 -Londres, 16 de diciembre de 2019) fue una modelo y activista estadounidense-haitiana que luchó a favor de los derechos de las personas con discapacidad y en contra del racismo. Le amputaron la pierna derecha en su adolescencia.

## Biografía
Nacida en Nueva York, creció en Haití. A los catorce años se le diagnosticó un osteosarcoma y cáncer de pulmón y los médicos le dieron tres semanas de vida. Dos años más tarde, le implantaron una prótesis de caderas, antes de ser finalmente amputada de la pierna derecha.
Confesó más tarde que le tomó tres años recuperar la confianza en sí misma y que había escondido su prótesis los primeros años. Escogió el nombre de Mama Cax en la universidad. Obtuvo el bachillerato universitario y una Maestría en Relaciones Internacionales. Deportista antes de que le amputaran su pierna derecha, aprendió a la edad de dieciocho años a jugar baloncesto en silla de ruedas.

## Carrera
El 15 de septiembre de 2016 fue invitada a participar en la primera White House Fashion Show en la Casa Blanca, organizada por Barack y Michelle Obama.
En esa época trabajó para el despacho del alcalde de Nueva York y al mismo tiempo terminó sus estudios. Miembro de la campaña de Wet'no Wild Beauty, fue contratada en 2017 por la agencia Jag Models.
En septiembre de 2018 hizo sus primeras apariciones durante la New York Fashion Week y desfiló en traje de baño para la creadora Becca McCharen, fundadora de la marca Chromat y militante para la inclusión en el mundo de la moda. Para la ocasión, su prótesis de pierna fue vestida con los colores del traje de baño que lucía. En el mismo mes, fue la modelo de cubierta de Teen Vogue, junto con Jillian Mercado y Chelsea Werner.
Mama Cax fue la cara de la marca Olay para su campaña de productos solares en 2019. Desfiló igualmente durante el show Fenty Beauty de Rihanna. Trabajó para ASOS y Tommy Hilfiger, creó un blog y su cuenta en Instagram fue seguida por 197 000 personas. Mama Cax hablaba de ser body positive ("positivo corporalmente") y de los lugares que ocupan las personas con discapacidad en el presente. También organizó conferencias sobre body positivity.
En octubre de 2019 anunció que se entrenaba para participar en el Maratón de Nueva York en silla de ruedas. Sufriendo de dolores abdominales y varios coágulos sanguíneos en la pierna, el muslo y el abdomen, fue admitida en un hospital de Londres a principios de diciembre. El 20 de diciembre de 2019, su familia anunció en Instagram que había fallecido cuatro días antes, el 16 de diciembre.